# Lukovský rybník
Lukovský rybník o výměře vodní plochy 1,29 ha se nalézá na severním okraji obce Luková v okrese Hradec Králové. Rybník byl v roce 1994 revitalizován a odbahněn. Rybník slouží pro chov ryb a jako lokální biocentrum pro rozmnožování obojživelníků.

## Galerie

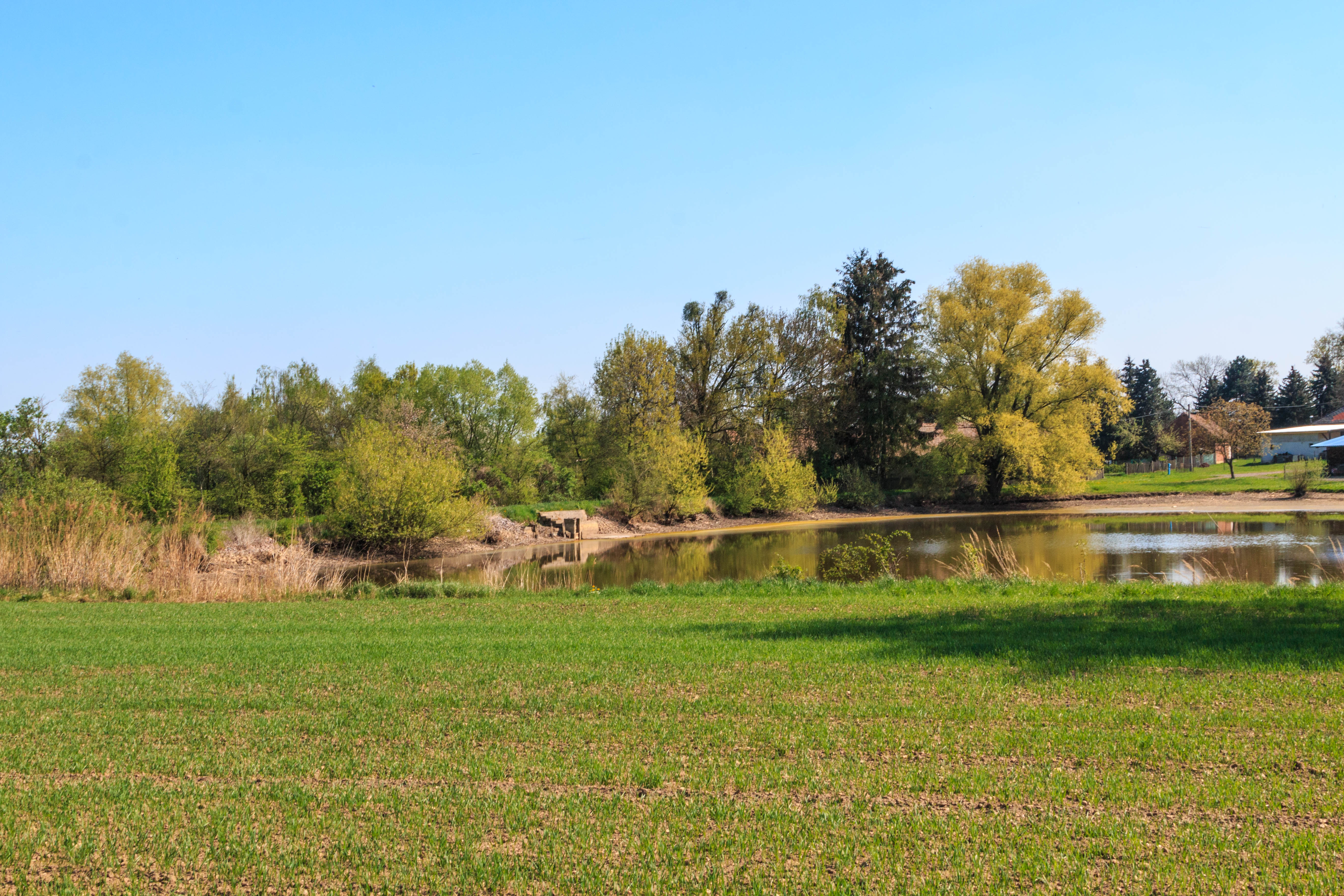
Pohled na rybník u Lukové